# Wolfgang Kaiser (Informatiker)
Wolfgang Kaiser (* 22. Februar 1923 in Schöntal an der Jagst; † 26. März 2005) war ein deutscher Nachrichtentechniker, Informatiker und Hochschullehrer an der Universität Stuttgart.

## Leben
Gleich nach dem Abitur 1941 in Tübingen wurde er zur Wehrmacht eingezogen und kam 1943 in Gefangenschaft in die USA, wo er seine Sprachkenntnisse erweitern konnte und auch Bücher über Mathematik und Technik zu lesen bekam. Nach der Rückkehr studierte er 1947–1951 an der TH Stuttgart Elektrotechnik und promovierte 1954 oder 1955 bei Richard Feldtkeller.
Ab 1954 war er Entwicklungsingenieur für Fernsehen bei Standard Elektrik Lorenz (SEL) in Stuttgart, später Leiter des Labors für Telegrafie- und Eisenbahnsignalanlagen und dann Direktor für Entwicklung und Forschung des Geschäftsbereichs Datentechnik. Nach seinem Ausscheiden war Kaiser Mitglied im Aufsichtsrat der SEL bis zu deren Übernahme durch Alcatel.
1967 wurde Wolfgang Kaiser auf den Lehrstuhl für Fernmeldeanlagen der Universität Stuttgart berufen, das heutige Institut für Nachrichtenübertragung (INÜ) mit dem Schwerpunkt der Forschungsarbeiten auf dem Gebiet der leitungsgebundenen digitalen Übertragung von Sprache, Text und Daten und der Breitbandkommunikation auf Kupfer oder Glasfaserkabeln. Später wurde er Dekan und Mitglied des Senats und des Verwaltungsrats. Emeritierung im Herbst 1992, sein Nachfolger auf dem Lehrstuhl Nachrichtenübertragung wurde Joachim Speidel.
Kaiser setzte sich auch stark für die politischen Rahmenbedingungen zur Einführung des Breitbandkabelnetzes ein. Mitarbeit in vielen Fachgremien, unter anderem in der „Kommission für den Ausbau des technischen Kommunikationssystems“ des damaligen Bundesministeriums für Post und Telekommunikation, als Mitglied und Vorsitzender des Wissenschaftlichen Beirats des Heinrich Hertz Instituts Berlin, als Vorsitzender des Forschungsausschusses des Münchner Kreises während mehr als 20 Jahren sowie als Vorsitzender des Projektrats des Forschungsverbunds Medientechnik Südwest. Vorstandsmitglied und Vorsitzender der Informationstechnischen Gesellschaft. Leiter des telematica Kongresses in Stuttgart. Seit 1982 war er ordentliches Mitglied der Heidelberger Akademie der Wissenschaften.

## Auszeichnungen
- 1985 Verleihung der Ehrendoktorwürde der TU und der Universität München
- 8. Mai 1982 Verleihung des Verdienstordens des Landes Baden-Württemberg
- 5. Februar 1987 Verleihung des Bundesverdienstkreuzes 1. Klasse